# Zemplínsky Branč
Zemplínsky Branč (in ungherese Barancs) è un comune della Slovacchia facente parte del distretto di Trebišov, nella regione di Košice.